# Russell Tucker
Russell Wayne George Tucker (* 11. April 1990 in Barberton) ist ein ehemaliger südafrikanischer Leichtathlet, der sich auf den Diskuswurf spezialisiert hat.

## Sportliche Laufbahn
Er gewann mehrere Medaillen auf kontinentaler Ebene, darunter die Goldmedaille bei den Afrikaspielen 2015 sowie die Goldmedaille bei den Afrikameisterschaften 2016 und Silber bei den Afrikanischen Meisterschaften 2014.
Seine persönliche Bestmarke liegt bei 64,24 Metern in Pretoria im Jahr 2016.
Russell Tucker trat im Mai 2016 verletzungsbedingt vom Diskuswurf in den Ruhestand.

## Rekorde
| Angetreten für Südafrika | Angetreten für Südafrika | Angetreten für Südafrika    | Angetreten für Südafrika | Angetreten für Südafrika | Angetreten für Südafrika |
| ------------------------ | ------------------------ | --------------------------- | ------------------------ | ------------------------ | ------------------------ |
| 2011                     | Afrikaspiele             | Maputo, Mosambik            | 3.                       | Diskuswurf               | 55,98 m                  |
| 2012                     | Afrikameisterschaften    | Porto-Novo, Benin           | 3.                       | Diskuswurf               | 57,99 m                  |
| 2014                     | Afrikameisterschaften    | Marrakesch, Marokko         | 2.                       | Diskuswurf               | 62,15 m                  |
| 2015                     | Universiade              | Gwangju, Südkorea           | 7.                       | Diskuswurf               | 57,31 m                  |
| 2015                     | Afrikaspiele             | Brazzaville, Republik Kongo | 1.                       | Diskuswurf               | 60,41 m                  |
| 2016                     | Afrikameisterschaften    | Durban, Südafrika           | 1.                       | Diskuswurf               | 61,44 m                  |

## Rekordentwicklung
- 2012 – 58,84 Meter
- 2013 – 59,27 Meter
- 2014 – 62,15 Meter
- 2015 – 62,74 Meter
- 2016 – 64,24 Meter